# Simyra tristis
Simyra tristis är en fjärilsart som beskrevs av Bang-haas 1907. Simyra tristis ingår i släktet Simyra och familjen nattflyn. Inga underarter finns listade i Catalogue of Life.